# Parque y Rosaleda del Château de Rambures
El Parque y Rosaleda del Castillo de Rambures ( en francés : Parc et Roseraie du Château de Rambures) es un parque, arboreto y rosaleda de 10 hectáreas de extensión, de propiedad privada en Rambures, Francia. 
Está catalogado como  « Jardin Remarquable » (jardín notable de Francia.

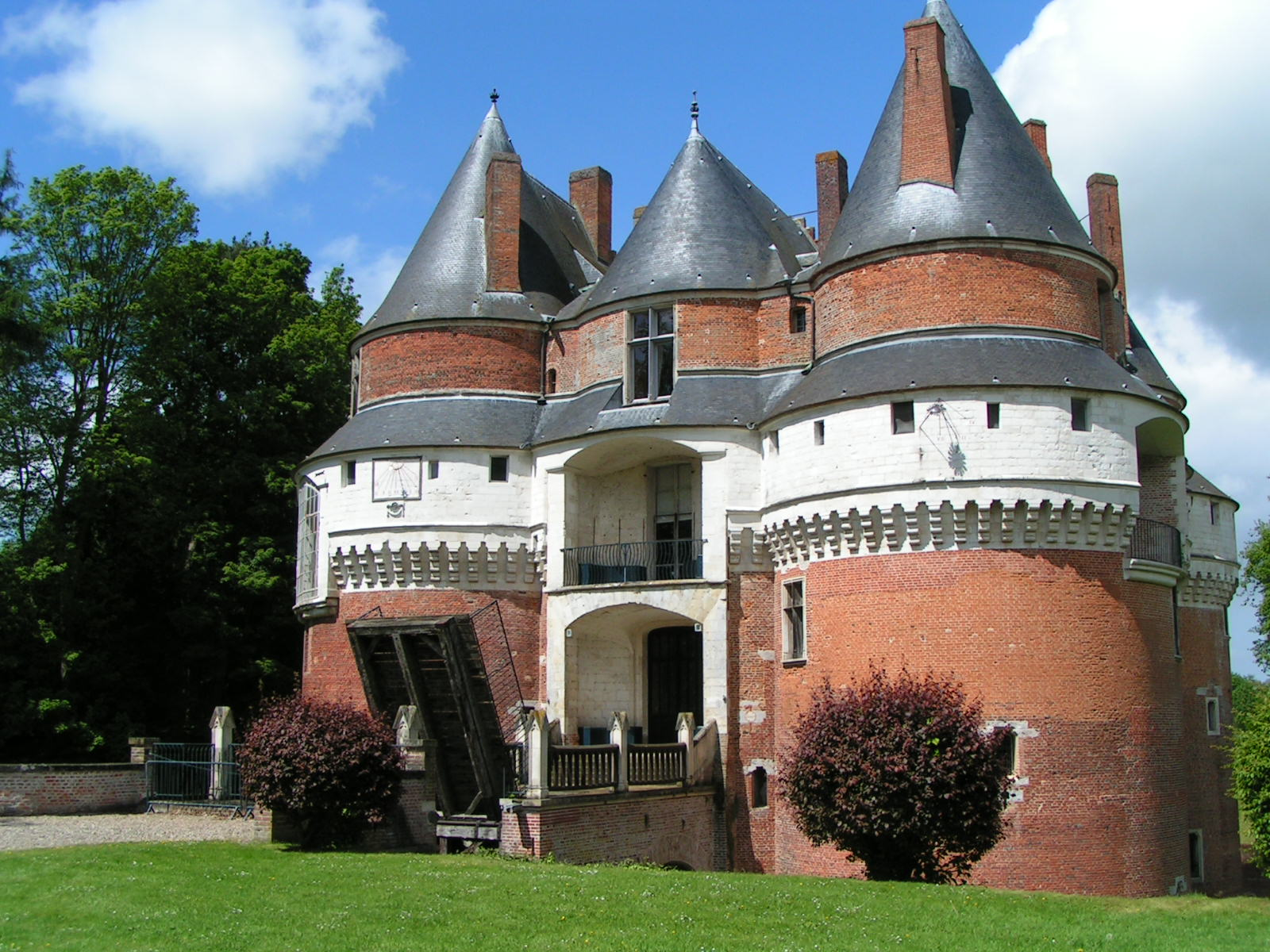
Fachada principal del "Château de Rambures".

## Localización
Parc et Roseraie du Château de Rambures 8, rue du Château, Rambures, Somme, Picardie, France-Francia. 
Planos y vistas satelitales. 49°56′39″N 1°42′27″E / 49.94417, 1.70750
Está abierto al público previa cita.

## Historia
Un parque de estilo paisajista inglés rodea a la fortaleza del Château de Rambures del siglo XV, clasificado como monumento histórico desde 1840, y sus edificios adosados del siglo XVIII. En su parque alberga una serie de árboles maduros notables de una gran edad. 
En 1987, unos 30 árboles fueron registrados como un arboretum por la organización de Administración Forestal de Amiens, en los que se incluían a una anciana morera blanca y una sequoia gigante de 200 años de edad, traída desde los Estados Unidos en 1787 por el Marqués de la Roche-Fontenilles.
El parque fue acrecentado con una rosaleda, plantada en el 2003.
Está catalogado por el Ministerio de Cultura de Francia como Jardin Remarquable.

## Colecciones botánicas
- Arboreto, con tilos, álamos, robles y coníferas, con unos especímenes notables que incluyen Acer pseudoplatanus, Aesculus hippocastanum, Carpinus betulus, Carya ovata, Chamaecyparis lawsoniana, Larix decidua, Picea excelsa y Pinus nigra corsicata.
- Rosaleda, que fue plantada en 2003, y contiene unos 2500 arbustos representando a más de 390 variedades de rosas.
- Jardín de simples de estilo medieval.

Algunas vistas de la rosaleda "Parc et Roseraie du Château de Rambures".

Detalles
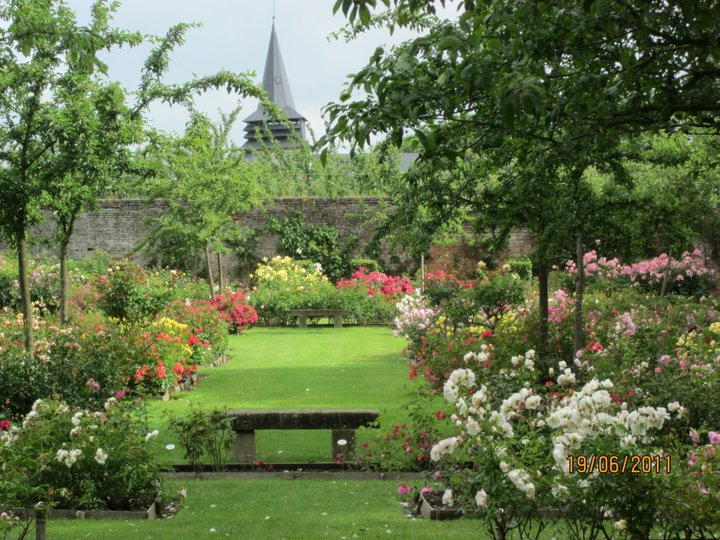
La rosaleda con la iglesia.
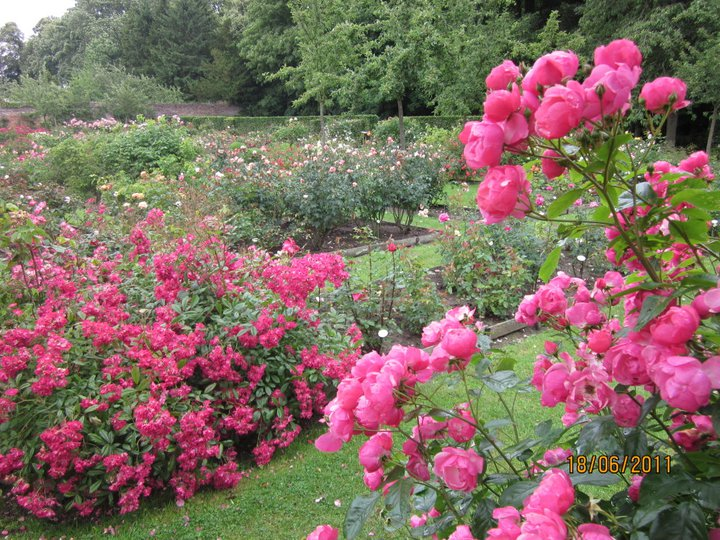
Algunas de las variedades de rosas.
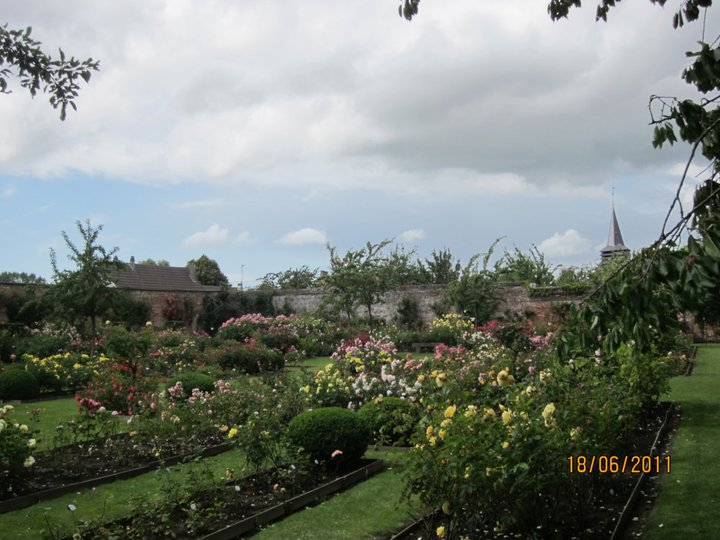
El conjunto de la rosaleda.